# Eriosema chevalieri
Eriosema chevalieri là một loài thực vật có hoa trong họ Đậu. Loài này được (Harms) Hutch. & Dalziel miêu tả khoa học đầu tiên năm 1928.